# God Fixation
God Fixation é o décimo oitavo álbum de estúdio da banda Petra, lançado a 21 de Abril de 1998.
É o primeiro álbum com o novo guitarrista Pete Orta e o teclista/guitarrista Kevin Brandow. Neste cd, o estilo da banda migra para as vertentes de pop rock moderno. O disco atingiu o nº 10 do Top Contemporary Christian.

## Faixas
Todas as músicas por Bob Hartman, exceto onde anotado
1. "If I Had to Die for Someone" (Chapin, John Elefante) – 4:39
2. "Hello Again" (Brian Wooten, Elefante) – 3:40
3. "A Matter of Time" (Hartman, Elefante, Wooten) – 3:24
4. "Falling Up" (Orta, Elefante) – 4:25
5. "Over the Horizon" (Orta, Elefante) – 4:37
6. "God Fixation" (Orta, Chapin, Elefante) – 2:54
7. "Set for Life" (Kevin Brandow, Wooten, Elefante) – 3:55
8. "Magnet of the World" (Hartman, Elefante) – 3:44
9. "Shadow of a Doubt" (Hartman, Elefante) – 3:27
10. "St. Augustine's Pears" (Hartman – 3:48
11. "The Invitation" (K.Brandow, Wooten, Elefante) – 4:29

## Créditos
- Pete Orta - Guitarra, guitarra rítmica, vocal
- John Schlitt - Vocal
- Kevin Brandow - Guitarra, vocal
- Lonnie Chapin - Baixo, vocal
- Louie Weaver - Bateria